# Bushmills
Pour les articles homonymes, voir Bushmills (whiskey).
Bushmills (en Irlandais Muileann na Buaise) est une petite ville du Comté d'Antrim en Irlande du Nord (Royaume-Uni). La ville est située à 95 km au nord ouest de Belfast et à 15 km au nord de Coleraine. Le nom de la ville dérive de la rivière Bush qui traverse le centre-ville. Au recensement de 2001, la ville comptait 1 319 habitants.
Bushmills abrite la célèbre distillerie de whiskey « Old Bushmills », fondée en 1608 et qui est la plus ancienne distillerie officielle du monde, et la dernière en Irlande du nord. La distillerie utilise l'eau d'un affluent de la rivière Bush.
L'attractivité du village est aussi renforcée par la proximité de la Chaussée des Géants à 3 km au nord, visitée chaque année par plus de 2 millions de visiteurs, ainsi que du Château de Dunluce sur la route côtière touristique de la Côte d'Antrim.

## Recensement de 2001

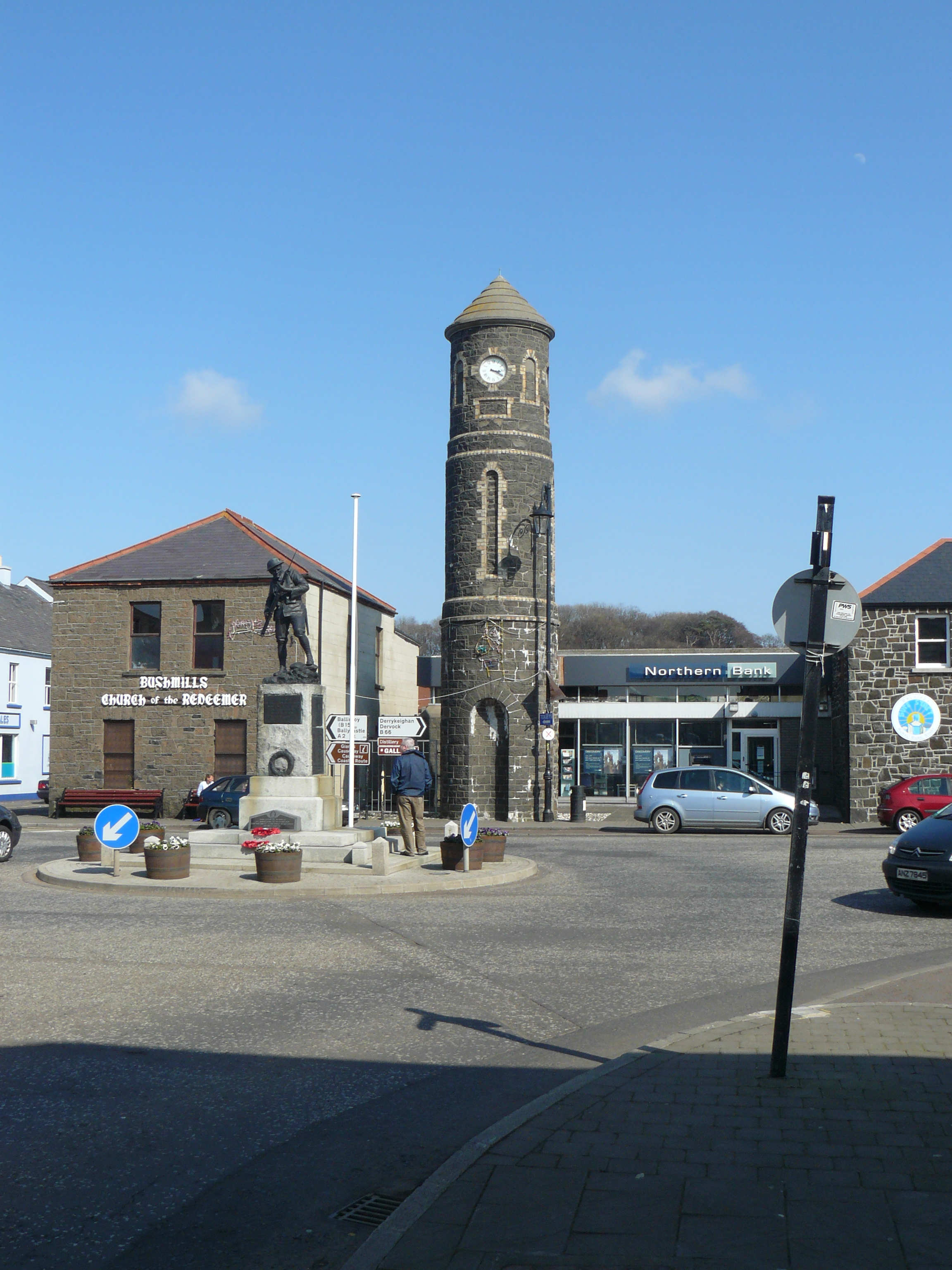
Bushmills

Bushmills est classé comme village par le NISRA (Northern Ireland Statistics and Research Agency) car ayant entre 1000 et 2250 habitants). Le recensement du 29 avril 2001 a calculé que 1 319 personnes vivaient à Bushmills.
- 14.8 % de la population est âgée de moins de 16 ans et 32.2 % de plus de 60 ans.
- 46.8 % de la population est de sexe masculin pour 53.2 % de femmes.
- 79 % se déclare catholique et 21 % protestant.
- 12.3 % des personnes âgées de 16 à 74 ans est sans emploi.

## Chemins de fer

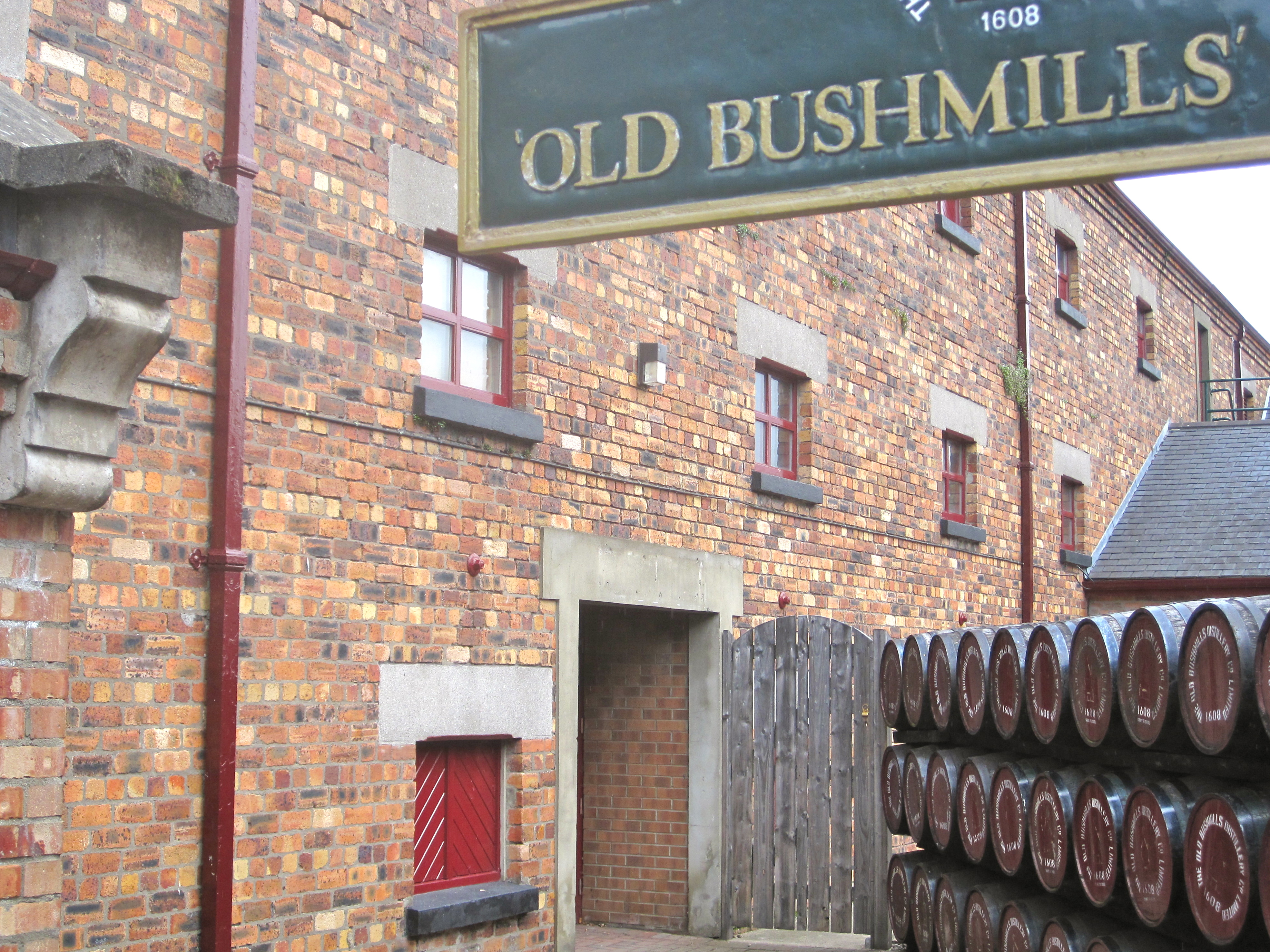
La distillerie de Bushmills

Une station de chemin de fer sur la ligne de Bushmills et de la Chaussée des Géants a été inaugurée en 1883 mais a été fermée en 1949. La plus proche gare se situe à Coleraine, à 14 km, sur la ligne de Belfast à Derry.
Giants Causeway & Bushmills Railway (en).
((en) site officiel)

## Éducation
2 écoles accueillent les enfants de Bushmills : l'école primaire de Dunluce et celle de Dunluce.

## Jumelage
Bushmills est jumelée avec Louisville, dans l'État du Kentucky (États-Unis)